# Nicolás Carazo y Alvarado
Nicolás Carazo y Alvarado (n. Cartago, Costa Rica, el 18 de abril de 1780 - m. Cartago, Costa Rica, 25 de marzo de 1833) fue un político costarricense, firmante del Acta de Independencia de Costa Rica.

## Datos familiares y personales
Fue hijo de don Francisco Carazo Soto y Barahona y doña Ana Jacoba de Alvarado y Baeza, casados el 4 de noviembre de 1770. Su madre fue hermana del presbítero Pedro José de Alvarado y Baeza, vicario eclesiástico de Costa Rica y presidente de la Junta Gubernativa interina que gobernó de diciembre de 1821 a enero de 1822. Se le bautizó con el nombre de José Nicolás. 
Tuvo ocho hermanas y nueve hermanos, entre los que estuvo el también firmante del acta de independencia Pedro José Carazo y Alvarado.
Se casó en Cartago el 27 de julio de 1805 con doña Escolástica Peralta y López del Corral, hija de José María de Peralta y La Vega y doña Ana Benita Nava López del Corral, con quien tuvo siete hijas y seis hijos. 
Se dedicó a la agricultura y al comercio con Panamá. Aunque no cursó estudios formales, adquirió conocimientos de derecho y se dedicó a efectuar gestiones judiciales. Además fue alférez abanderado y teniente de las milicias de Costa Rica.

## Actividades políticas
Fue procurador síndico de Cartago de 1806 a 1808. De 1809 a 1811 fue regidor del Ayuntamiento de Cartago. En 1812 desempeñó las funciones de fiel ejecutor. En 1814 fue elegidor parroquial de Cartago.
En 1821 fue nuevamente regidor del Ayuntamiento de Cartago, cargo en cuyo ejercicio suscribió el 29 de octubre el Acta de Independencia de Costa Rica. Durante un corto tiempo desempeñó en forma interina el cargo de alcalde primero de la ciudad.
Fue miembro de la Junta Gubernativa interina, presidida por su tío el vicario don Pedro José de Alvarado y Baeza, que gobernó del 1° de diciembre de 1821 al 6 de enero de 1822.
En 1822 fue miembro del Tribunal de Residencia.
Fue partidario de la anexión de Costa Rica al Imperio Mexicano de don Agustín I. Debido a esto, fue arrestado en abril de 1823 y durante un tiempo estuvo detenido en la ciudad de San José.
En diciembre de 1823 fue elegido como alcalde primero constitucional de la ciudad de Cartago para el año 1824. 
En abril de 1825 fue elegido como magistrado de la Corte Superior de Justicia, pero declinó el cargo debido a estar "rodeado de crecida familia, sumamente escaso de bienes de fortuna y con muchas dependencias dimanadas de su precisa y necesaria sustentación". 
En octubre de 1825 fue elegido como consejero suplente por Cartago. En diciembre de 1831 fue designado como jefe político superior del Estado, cargo equivalente al de un ministro de Gobernación, y en el cual sucedió a su suegro don José María de Peralta.En enero de 1833 se separó interinamente del cargo debido a su mala salud. Testó en Cartago el 27 de enero de ese año y poco después falleció.